# Atzala
Atzala (AFI: [a'ʦaɬa]) (del nahuatl: atl, tzallan ‘agua, en medio de’‘En medio de las aguas’) es una población del estado mexicano de Puebla, cabecera del municipio del mismo nombre.

## Historia
De acuerdo con el Archivo Histórico de Localidades del INEGI, Atzala fue fundada en la época prehispánica por los itzocanos, y constituyó un señorío dependiente de Cholula. Tras la Conquista, el pueblo adquirió el nombre de Santiago de Atzala (1522), que no se conservó. Con la conformación del estado de Puebla, Atzala formó parte del municipio de Chiautla, del que se separó finalmente en 1921, con la modificación de la ley municipal del estado de Puebla.
La iglesia de Santiago fue destruida por el terremoto del 19 de septiembre de 2017, murieron 12 personas que se encontraban en el recinto durante un Bautizo. El pueblo sale adelante con la ayuda de organizaciones nacionales e internacionales.